# Joe Bastianich

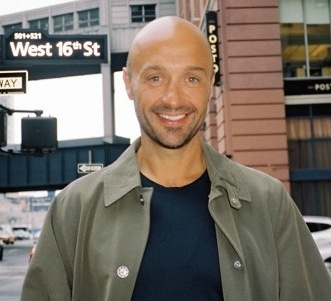
Chủ nhà hàng, Nhà sản xuất rượu, Tác giả Joe Bastianich

Joseph "Joe" Bastianich (sinh ngày 17 tháng 09 năm 1968 tại thành phố New York) là một chủ nhà hàng, nhà sản xuất rượu, tác giả và là một nhân vật truyền hình người Mỹ. Cùng với người đồng sự và cũng là mẹ ông, bà Lidia Bastianich, ông sở hữu ba mươi nhà hàng nổi tiếng trên toàn thế giới, trong đó có nhà hàng Babbo (1 sao Michelin) và Del Posto ở New York, Carnevino ở Las Vegas. Năm 2010, hai mẹ con nhà Bastianich mở rộng chuỗi quán ăn nổi tiếng ở Los Angeles - Pizzeria và Osteria Mozza đến Singapore. Cũng vào đầu năm 2010, hai mẹ con đã hợp tác với nhà tiên phong bán lẻ người Ý - Oscar Farinetti đem Eataly, hệ thống siêu thị thực phẩm và rượu vang thủ công lớn nhất thế giới đến New York, sau đó mở thêm chi nhánh ở Chicago vào năm 2013.

## Thông tin gia đình và cuộc sống cá nhân
Joseph Bastianich là con trai của ông Felice và bà Lidia Bastianich, sinh tại Astoria, Queens năm 1968. Để phát triển hoạt động của nhà hàng Ý Felidia của bố mẹ ở Manhattan, ông học tại trường Fordham Preparatory trước khi theo học ngành tài chính tại đại học Boston. Bastianich sống ở Greenwich, Connecticut cùng với vợ là Deanna và ba người con.

## Hệ thống nhà hàng
Sau một năm làm việc tại phố Wall, ông thực hiện chuyến đi đến Ý. Năm 1993, ông cùng với mẹ mình - bà Lidia Bastianich mở một nhà hàng Ý truyền thống tên là Becco (tiếng Ý - nghĩa là  "nụ hôn, nhấm nháp, thưởng thức"). Sau đó, ông hợp tác với Mario Batali khai trương Babbo Ristorante e Enoteca, một nhà hàng Ý đạt 3 sao danh giá từ tờ báo The New York Times, trở thành nhà hàng Ý đầu tiên đạt danh hiệu này trong 40 năm gần đây. Nhà hàng Babbo cũng đạt 1 sao Michelin. Joe và Mario cùng nhau mở thêm 7 nhà hàng ở: Lupa, Esca, Casa Mono, Bar Jamon, Otto, Del Posto, và Eataly (một hệ thống siêu thị Ý). Năm 2010, Del Posto nhận được đánh giá 4 sao từ tờ báo The New York Times. Đây là một trong rất ít 6 nhà hàng ở New York đạt danh hiệu này. Đế chế ẩm thực của họ mở rộng đến 10 nhà hàng ở New York, 4 nhà hàng Las Vegas, 3 nhà hàng Los Angeles, 2 nhà hàng Singapore, 1 siêu thị thực phẩm Ý ở Chicago và 2 nhà hàng ở Hong Kong.

## Sách
Joe Bastianich là đồng tác giả của hai quyển sách đoạt giải về rựou vang Ý và quyển hồi ký của ông, Restaurant Man, trở thành quyến sách bán chạy nhất của New York Times chỉ trong vòng một tuần sau khi xuất bản vào tháng năm, 2012.

## Truyền hình
Joe Bastianich là giám khảo của chương trình truyền hình Vua đầu bếp Mỹ (MasterChef US) và Vua đầu bếp nhí (MasterChef Junior) của hãng Fox. Ngoài ra ông còn là giám khảo phiên bản Ý của chương trinh này - Vua đầu bếp Ý phát trên kênh Sky Uno.
Ông xuất hiện cùng Tim Love trong chương trình thực tế Mỹ Restaurant Startup trên kênh CNBC, chương trình mà ông cùng với Shine America đồng sản xuất.
Ông cũng từng góp mặt đặc biệt trong một bộ phim truyền hình mang tên An American Girl: Grace Stirs Up Success trong vai một vị giám khảo của chương trình Vua đầu bếp nhí hư cấu.

## Giải thưởng
Joe Bastianich được trao tặng rất nhiều giải thưởng cho những đóng góp của ông trong lĩnh vực ẩm thực. Năm 2008, tổ chức James Beard Foundation trao tặng cho ông và Mario Giải thưởng Outstanding Restaurateur Award, giải thưởng dành cho những chủ nhà hàng xuất sắc.